# 帕拉穆塞鄉

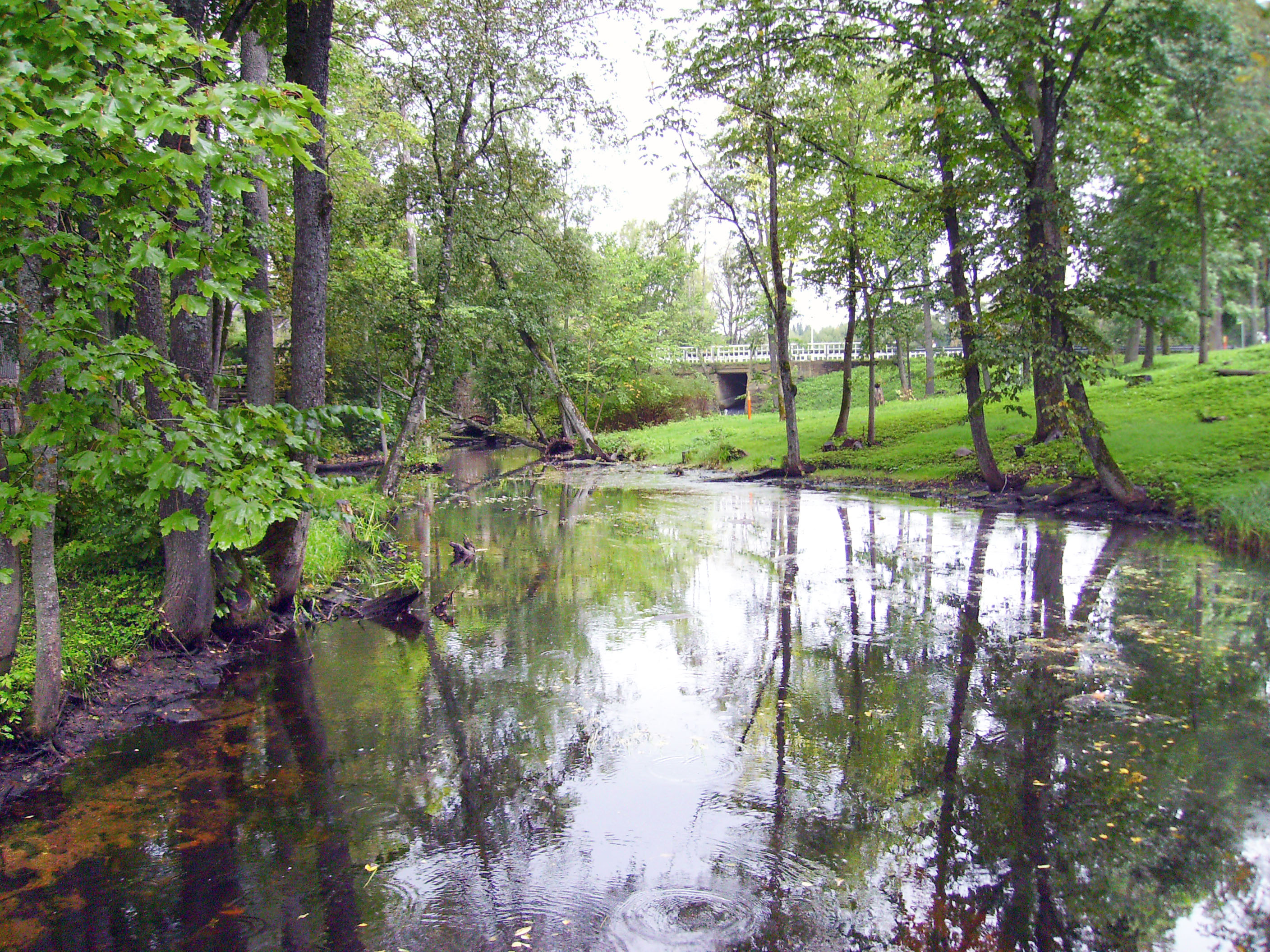
阿梅河

帕拉穆塞鄉，曾是愛沙尼亞約格瓦縣的一個鄉村型市镇，位於該國東部，行政中心設於帕拉穆塞，面積216平方公里，2006年人口2,509，人口密度每平方公里12人。
2017年爱沙尼亚行政改革后，帕拉穆塞市镇与其他市镇一起合并为新的约格瓦市镇。
58°41′06″N 26°34′44″E / 58.685°N 26.579°E